# Lauren Cahoon
Lauren Cahoon (20 de enero de 1985) es una deportista estadounidense que compitió en taekwondo. Ganó una medalla en los Juegos Panamericanos de 2011, y tres medallas en el Campeonato Panamericano de Taekwondo entre los años 2006 y 2014.

## Palmarés internacional
| Juegos Panamericanos    | Juegos Panamericanos     | Juegos Panamericanos | Juegos Panamericanos |
| Año                     | Lugar                    | Medalla              | Categoría            |
| ----------------------- | ------------------------ | -------------------- | -------------------- |
| 2011                    | Guadalajara (México)     | Medalla de bronce    | +67 kg               |
| Campeonato Panamericano |                          |                      |                      |
| Año                     | Lugar                    | Medalla              | Categoría            |
| 2006                    | Buenos Aires (Argentina) | Medalla de bronce    | +72 kg               |
| 2012                    | Sucre (Bolivia)          | Medalla de oro       | –73 kg               |
| 2014                    | Aguascalientes (México)  | Medalla de bronce    | +73 kg               |